# J.F.C. Fuller
Generalmajor John Frederick Charles Fuller, CB, CBE, DSO, almindelig kendt som J.F.C. Fuller (1. september 1878 – 10. februar 1966) var en britisk generalmajor, militærhistoriker og strateg. Han var en af de tidligere teoretikere omkring brugen af kampvogne og beskrev de grundlæggende elementer i krigsførelse.

## Biografi
Fuller blev født 1. september 1878 i Chichester i England og gik i skole på Malvern Collage og kom derefter på militærakademiet Sandhurst i 1897-1898. Han blev derefter officer i Oxfordshire Light Infantry regimentet og gjorde tjeneste i Sydafrika fra 1899-1902. Derefter blev han videreuddannet på Staff College i Camberley (nær Sandhurst) og blev stabsofficer (adjudant) i en bataljon af reserven. Under 1. verdenskrig var han først stabsofficer ved Home Forces og derefter med 7. Korps i Frankrig. Fra 1916 var han i hovedkvarteret for det, der senere blev til The Royal Tank Corps. Han planlagde angrebet ved Cambrai og kampvognsoperationer i efterårsoffensiven i 1918.
Under krigen var Fuller den første til at anvende lyskastere til at belyse skyerne med og derigennem skabe kunstigt måneskin, der gjorde det lettere at gennemføre angreb om natten.
Hans Plan 1919, som omhandlede en fuldt mekaniseret hær, blev ikke gennemført i hans levetid.
Efter 1. verdenskrig beklædte han en række ledende poster, ikke mindst som kommandør for en eksperimentel brigade i Aldershot.
I 1920'erne samarbejdede han med B.H. Liddell Hart om at udvikle nye ideer for mekanisering af hæren. Hans ideer om mekaniseret krigsførelse blev ved med at øve indflydelse indtil 2. verdenskrig, dog mest i Tyskland gennem Heinz Guderian. I 1930'erne indførte den tyske hær Blitzkriegdoktrinen, som på mange måder mindede om Fullers ideer. Ligesom Fuller gik de tyske teoretikere ud fra, at store fjendtlige styrker skulle omgås, omringes og ødelægges.
Efter sin pensionering i 1933 blev han i stigende grad utålmodig med den demokratiske styreforms manglende evne til at gennemføre militære reformer og tilsluttede sig Sir Oswald Mosley og den britiske fascistbevægelse, og han blev betragtet som en af Mosley’s nærmeste allierede.
Fuller var en ivrig, udtryksfuld og påståelig forfatter af militærhistorie og fremsatte en række kontroversielle forudsigelser om krigens fremtid.
Fuller var okkultist. I mange år var han bekendt af Aleister Crowley og var kendt med hans og andre slags magi og mysticisme. Han skrev om en række okkulte emner, herunder kabbala og i mindre grad yoga.

## Bøger af Fuller
Fuller var en ivrig skribent. Her er nogle udvalgte titler:
- The Star in The West: a critical essay upon the works of Aleister Crowley (Walter Scott Publishing Co., London, 1907)
- Yoga: a study of the mystical philosophy of the Brahmins and Buddhists (W. Rider, London, 1925)
- The Generalship of Ulysses S. Grant (Murray, London, 1929)
- Grant & Lee: a study in personality and generalship (Eyre & Spottiswoode, London, 1933)
- Memoirs of an Unconventional Soldier (Nicholson & Watson, London, 1936)
- The Secret Wisdom of the Qabalah: A Study in Jewish Mystical Thought (W. Rider & Co., London, 1937)
- The Second World War, 1939-1945: a strategical and tactical history (Eyre & Spottiswoode, London, 1948)
- The Decisive Battles of the Western World and their Influence upon History, 3 vols. (Eyre & Spottiswoode, London, 1954-6)
  - Volume 1: From the earliest times to the battle of Lepanto
  - Volume 2: From the defeat of the Spanish Armada to the battle of Waterloo
  - Volume 3: From the American Civil War to the end of the Second World War
- The Generalship of Alexander the Great (Eyre & Spottiswoode, London, 1958)
- Julius Caesar: man, soldier and tyrant (Eyre & Spottiswoode, London, 1965)
- A Military History of the Western World, 3 vols. (Da Capo Press, New York, 1987-8).
  - v. 1; ISBN 0-306-80304-6.
  - v. 2; ISBN 0-306-80305-4.
  - v. 3; ISBN 0-306-80306-2.

## Bøger om Fuller
- "Boney" Fuller: The Intellectual General by A.J. Trythall (London, 1977)
- Alaric Searle, "Was there a 'Boney' Fuller after the Second World War? Major-General J. F. C. Fuller as Military Theorist and Commentator, 1945-1966", War in History, 11/3 (2004), pp. 327–357.

## Links
Adskillige af Fullers tekster er tilgængelige i sin helhed på nettet:
Star in the West.A Critical Essay Upon the Works of Aleister Crowley
The Foundations of the Science of War Arkiveret 28. marts 2007 hos  Wayback Machine
Generalship: Its Diseases and Their Cure Arkiveret 1. januar 2007 hos  Wayback Machine